# Моншпарт, Шарольта
Шарольта Моншпарт (венг. Sarolta Monspart; 17 ноября 1944, Будапешт — 24 апреля 2021) — венгерская ориентировщица, чемпионка мира 1972 года по спортивному ориентированию. Первая нескандинавская спортсменка, выигравшая чемпионат мира по спортивному ориентированию. Первая женщина европейка выбежавшая марафон из трех часов.
В 1972 году на чемпионате мира в Чехии венгерка Шарольта Моншпарт выиграла индивидуальную гонку, став первой нескандинавской ориентировщицей, способной наравне соревноваться с признанными лидерами ориентирования — скандинавами, которые задавали тон с самого первого чемпионата мира.
На двух чемпионатах мира в 1970 и 1976 годах безусловный лидер женской эстафетной команды Шарольта Моншпарт приводила сборную к медалям.
14 раз подряд с 1964 по 1977 год становилась чемпионкой Венгрии на индивидуальной дистанции.
В самый разгар подготовки к чемпионату мира 1978 года ей пришлось завершить свою спортивную карьеру из-за укуса энцефалитного клеща.
С 1982 по 1996 год она была членом Совета IOF, причем последние два года была вице-президентом. В 2012 году была выбрана одним из пяти вице-президентов Венгерского олимпийского комитета.
Каталин Олах и Шарольта Моншпарт — самые известные венгерские ориентировщицы. До сих пор никому из венгерских спортсменов-ориентировщиков не удавалось не то что завоевать золото чемпионатов мира или Европы, но даже войти в шестерку лучших.